# Đinh Thị Kim Huế
Đinh Thị Kim Huế (sinh năm 1998) là cầu thủ bóng đá nữ Việt Nam đang thi đấu ở vị trí trung vệ cho câu lạc bộ TNG Thái Nguyên.

## Sự nghiệp
Đinh Thị Kim Huế quê ở Ứng Hòa, Hà Tây. Năm 14 tuổi, cô bắt đầu theo sự nghiệp bóng đá và thi đấu cho Hà Nội I. Năm 2018, trong màu áo TNG Thái Nguyên, Kim Huế đã tạo một cơn sốt trong cộng đồng mạng nhờ vẻ ngoài xinh đẹp.

## Sự nghiệp quốc tế
Năm 2016, Kim Huế được triệu tập lên đội tuyển U-19 Quốc gia tham dự Vòng loại U-19 nữ châu Á 2017. Trong trận đấu với U-19 Iran, Kim Huế được vào sân từ phút 67 thay Phạm Thị Thu Hiền. Chung cuộc Việt Nam giành chiến thắng 2 - 0 và giành được vé tham dự Vòng chung kết.